# Creusa (figlia di Eretteo)
Creusa (in greco antico: Κρέουσα?, Krèūsa) è un personaggio della mitologia greca, figlia di Eretteo re di Atene e Prassitea, era sorella di Orizia, Ctonia e Procri. 

Fu madre di Ione, Acheo e probabilmente anche della figlia di Xuto Diomeda.

## Mitologia
Creusa si salvò dal destino delle sorelle poiché troppo giovane al momento di quei fatti ed
ancora fanciulla fu violentata dal dio Apollo (l'Ipacreo) e da questa unione nacque un figlio chiamato Ione che abbandonato dalla madre, venne portato da Ermes al tempio di Apollo a Delfi.
Successivamente sposò Xuto figlio di Elleno e della ninfa Orseide ma non ebbero figli, così Xuto si rivolse all'oracolo di Delfi dove conobbe Ione che nel frattempo era stato allevato nel tempio di Apollo e la profezia dell'oracolo fu proprio di adottare quel ragazzo come figlio. 

Creusa, ignara dell'infertilità del marito, pensò che Ione fosse il risultato di un adulterio del marito e così cercò di avvelenare il giovane, ma comprese prima di ucciderlo che quello era il figlio avuto con Apollo dopo che Ione le descrisse il contenuto del cesto in cui lei lo aveva abbandonato, così lei lo riprese con sé tuttavia, mantenendo il segreto (nei confronti di Xuto) a riguardo della nascita di Ione.

Ione diventerà il capostipite degli Ioni.
Dopo questa adozione, Athena promise che Creusa e Xuto avrebbero avuto due figli propri, Acheo, che divenne il capostipite degli Achei e fondatore della civiltà micenaica e Doro capostipite dei Dori.